# Biroul pentru Statistică Națională (Regatul Unit)
Office for National Statistics, ONS (denumire oficială în engleză; în traducere liberă, Biroul pentru Statistică Națională; în galeză Swyddfa Ystadegau Gwladol, SYG) este biroul executiv al UK Statistics Authority, un departament guvernamental non-ministerial al parlamentului Regatului Unit.